# Coupe du Kazakhstan de football 2006
Navigation
Édition précédente Édition suivante
La Coupe du Kazakhstan 2006 est la 15e édition de la Coupe du Kazakhstan depuis l'indépendance du pays. Elle prend place du 17 avril au 8 novembre 2006.
Un total de 39 équipes prennent part à la compétition, toutes issues des deux premières divisions nationales kazakhes pour la saison 2006.
La compétition est remportée par le FK Almaty qui l'emporte face au tenant du titre le FK Astana à l'issue de la finale et gagne sa première coupe nationale. Ce succès permet au club de se qualifier pour le premier tour de qualification de la Coupe UEFA 2007-2008.

## Tour préliminaire
Les rencontres de ce tour sont jouées le 17 avril 2006 et voient s'opposer 14 des 23 équipes de la deuxième division.
| Date          | Club                          | Score    | Club                             |
| ------------- | ----------------------------- | -------- | -------------------------------- |
| 17 avril 2006 | Aksou Stepnogorsk (D2)        | 2 - 0    | (D2) Avangard Petropavl          |
| 17 avril 2006 | Jetyssou Taldykourgan (D2)    | 2 - 0    | (D2) Jeleznodorojnik Almaty      |
| 17 avril 2006 | Ordabasy-2 Chimkent (D2)      | 3 - 2    | (D2) Jambil Taraz                |
| 17 avril 2006 | Asbest Jitikara (D2)          | 3 - 1 ap | (D2) Tobol-2 Kostanaï            |
| 17 avril 2006 | Akjaïyk Oural (D2)            | 3 - 0    | (D2) Jastar Oural                |
| 17 avril 2006 | Tsesna Almaty (D2)            | 2 - 0    | (D2) Koksu Taldykourgan          |
| 17 avril 2006 | Bulat-MST Temirtaou (en) (D2) | 1 - 7    | (D2) Chakhtior-Iounost Karagandy |

## Seizièmes de finale
Les rencontres de ce tour sont jouées le 26 avril 2006. Il voit l'entrée en lice de l'ensemble des équipes restantes et notamment les seize clubs de la première division.
| Date          | Club                             | Score                | Club                          |
| ------------- | -------------------------------- | -------------------- | ----------------------------- |
| 26 avril 2006 | Vostok-2 Öskemen (D2)            | 3 - 3 ap (6 - 5 tab) | (D1) Kaysar Kyzylorda         |
| 26 avril 2006 | Ordabasy-2 Chimkent (D2)         | 0 - 2                | (D1) FK Astana                |
| 26 avril 2006 | Chakhtior-Iounost Karagandy (D2) | 0 - 5                | (D1) FK Almaty                |
| 26 avril 2006 | Jetyssou Taldykourgan (D2)       | 1 - 0                | (D1) Vostok Öskemen           |
| 26 avril 2006 | Gorniak Khromtau (D2)            | 0 - 2                | (D1) FK Aktobe                |
| 26 avril 2006 | Kaysar-Jas Kyzylorda (D2)        | 0 - 5                | (D1) Ordabasy Chimkent        |
| 26 avril 2006 | Rakhat Astana (D2)               | 0 - 5                | (D1) Chakhtior Karagandy      |
| 26 avril 2006 | Kaspiy Aqtaw (D2)                | 2 - 3                | (D1) FK Atyraou               |
| 26 avril 2006 | Mounaïly Atyraou (D2)            | 0 - 3                | (D1) Kaïrat Almaty            |
| 26 avril 2006 | Aksou Stepnogorsk (D2)           | 0 - 2                | (D1) Okjetpes Kökşetaw        |
| 26 avril 2006 | Tsesna Almaty (D2)               | 2 - 3                | (D1) Irtych Pavlodar          |
| 26 avril 2006 | FK Aktobe-Jas (D2)               | 1 - 3                | (D1) Okjetpes Kökşetaw        |
| 26 avril 2006 | FK Semeï (D2)                    | 0 - 3 Forfait        | (D1) Ekibastouzets Ekibastouz |
| 26 avril 2006 | Irtych-2 Pavlodar (D2)           | 0 - 2 ap             | (D1) FK Taraz                 |
| 26 avril 2006 | Akjaïyk Oural (D2)               | 0 - 2                | (D1) Tobol Kostanaï           |
| 26 avril 2006 | Asbest Jitikara (D2)             | 0 - 2                | (D1) Iesil-Bogatyr Petropavl  |

## Huitièmes de finale
Les rencontres de ce tour sont jouées les 10 et 11 mai 2006.
| Date        | Club                          | Score               | Club                         |
| ----------- | ----------------------------- | ------------------- | ---------------------------- |
| 10 mai 2006 | Ekibastouzets Ekibastouz (D1) | 1 - 3               | (D1) Okjetpes Kökşetaw       |
| 10 mai 2006 | FK Astana (D1)                | 3 - 0               | (D2) Vostok-2 Öskemen        |
| 10 mai 2006 | FK Aktobe (D1)                | 5 - 1               | (D1) Ordabasy Chimkent       |
| 10 mai 2006 | Chakhtior Karagandy (D1)      | 4 - 1               | (D2) Jetyssou Taldykourgan   |
| 10 mai 2006 | FK Atyraou (D1)               | 0 - 2               | (D1) Tobol Kostanaï          |
| 10 mai 2006 | Kaïrat Almaty (D1)            | 3 - 3 ap (3 - 4 tab | (D1) Energetik Pavlodar      |
| 10 mai 2006 | Irtych Pavlodar (D1)          | 1 - 0               | (D1) Iesil-Bogatyr Petropavl |
| 11 mai 2006 | FK Almaty (D1)                | 3 - 2               | (D1) FK Taraz                |

## Quarts de finale
Les quarts de finales sont disputés sous la forme de confrontations en deux manches, les matchs aller étant joués le 24 mai 2006 et les matchs retour les 11 et 21 juin.
| Club                    | Score  | Club                     | Aller | Retour |
| ----------------------- | ------ | ------------------------ | ----- | ------ |
| Okjetpes Kökşetaw (D1)  | 0 - 1  | (D1) FK Astana           | 0 - 0 | 0 - 1  |
| FK Aktobe (D1)          | 2 - 2E | (D1) Chakhtior Karagandy | 2 - 1 | 0 - 1  |
| Tobol Kostanaï (D1)     | 2 - 3  | (D1) FK Almaty           | 2 - 2 | 0 - 1  |
| Energetik Pavlodar (D1) | 1 - 2  | (D1) Irtych Pavlodar     | 0 - 2 | 1 - 0  |

## Demi-finales
Les demi-finales sont disputées sous la forme de confrontations en deux manches, les matchs aller étant joués le 21 juin et le 26 juillet 2006 et les matchs retour le 30 août.
| Club                     | Score  | Club           | Aller | Retour |
| ------------------------ | ------ | -------------- | ----- | ------ |
| Chakhtior Karagandy (D1) | 3 - 3E | (D1) FK Astana | 2 - 2 | 1 - 1  |
| Irtych Pavlodar (D1)     | 3 - 3E | (D1) FK Almaty | 3 - 1 | 0 - 2  |

## Finale
La finale de cette édition oppose le FK Almaty au FK Astana, tenant du titre. Tandis que le club d'Almaty dispute sa première finale, le FK Astana atteint quant à lui ce stade de la compétition pour la cinquième fois depuis 2001, s'étant imposé à trois reprises en 2001, 2002 et 2005. L'arbitrage de la finale est pour la première fois confié à un corps arbitral étranger dirigé par le Slovaque Vladimír Hriňák (en).
La rencontre est disputée le 8 novembre 2006 au Stade central d'Almaty et voit les locaux ouvrir le score juste avant la mi-temps par l'intermédiaire de Jafar Irismetov. Alors que les Astanais sont pourtant réduits à dix dès la 56e minute de jeu après l'exclusion du milieu de terrain Piraliy Aliev (en), ceux-ci parviennent finalement à revenir à égalité peu avant la fin du temps réglementaire grâce à un but de Maksim Zhalmagambetov à la 85e minute. La prolongation qui s'ensuit voit la situation se débloquer du côté almatois alors qu'Irismetov est une nouvelle fois buteur à la 103e minute avant de confirmer la victoire des siens en s'offrant un triplé à la 108e minute. Le score ne bouge plus par la suite et permet au FK Almaty de remporter sa première coupe nationale.
| Entraîneur :     |
| Anton Joore (nl) |

| Entraîneur : |
| Arno Pijpers |

| Entraîneur :     |
| Anton Joore (nl) |

| Entraîneur : |
| Arno Pijpers |